# Boot Camp Clik
Boot Camp Clik – amerykańska supergrupa hip-hopowa pochodząca z Brooklynu w Nowym Jorku. W skład grupy wchodzą członkowie czterech innych zespołów hiphopowych tj. Buckshot z Black Moon, Tek i Steele (obaj z grupy Smif-n-Wessun), Rock i Sean Price (obaj z grupy Heltah Skeltah) oraz członkowie zespołu O.G.C.: Starang Wondah, Top Dog i Louieville Sluggah.

## Dyskografia
Źródło.

### Albumy studyjne
- For the People (1997)
- The Chosen Few (2002)
- The Last Stand (2006)
- Casualties of War (2007)

### Inne
- Duck Down Presents: The Album (1999)
- Basic Training: Boot Camp Clik's Greatest Hits (2000)
- Collect Dis Edition (2003)